# Бульбенко Федір Павлович
Федір Павлович Бульбенко (10 серпня 1896 — † 17 травня 1981) — хорунжий армії УНР, член Мануйлівської «Просвіти», громадський і церковний діяч в Україні і в еміграції.

## Життєпис
Народився в селі Романкове Катеринославської губернії, нині — у складі Кам'янського. Походив з родини Павла Петровича Бульбенка і Мотрони Прокопівни з роду Самарець. Трудове життя почав 1913 на Катерининській залізниці в Катеринославі. Того ж року став членом Мануйлівської «Просвіти». Під час Першої світової війни у 1915 покликаний до царської армії, але як залізничник залишився працювати на залізниці. Був одним з організаторів «Вільного козацтва» і «Просвіти» у рідному Романковому.
Згодом добровільно йде до української армії закінчив Київську військово-інженерну юнацьку школу Армії УНР в ранзі хорунжого. Бульбенко брав участь у боях під Ушицею, Копайгородом у напрямку на Жмеринку. У самій Жмеринці захворів на повторний тиф. Один з приятелів-залізничників підібрав Бульбенка, у його хаті довелось прохворіти більше двох місяців. За це час частини української армії відійіш далеко на захід. Бульбенку довелося повертатися додому, на Придніпров'я. Але в дорозі біля станції Знам'янка став на працю в Шаблинській цукроварні. Там же одружився з Надією Туляєвою.
Нагороджений хрестом Симона Петлюри за участь у збройній боротьбі за державність України під проводом головного отамана Симона Петлюри 1917–1921 рр (№3141) та «Хрестом Відродження» в пам'ять 60-ліття армії УНР» (14.1.1978., №246).
Згодом Бульбенко закінчує вечірній факультет Харківського фінансово-економічного інституту, дістає кваліфікацію іженера. У березні 1921 Бульбенка репресували як учасника визвольних змагань. Кілька разів заарештовувався Знам'янською ОРТЧК (транспортна ЧК) засуджений до страти. Його врятувал робітники і службовці: п'ятсот осіб під писали поруку за всіх чотирнадцять чоловік, заарештованих у цій групі. А 1924 його знову заарештовує ГПУ в Олександрії (тепер Кіровоградська область). Визволив його брат Іван Павлович, поручившись з нього.
У 1929 їде в Шполянську цукроварню на Київщині. 1932 переїздить до Харкова на роботу в «Цукротресті». Через п'ять років його звільняють з цієї роботи як військовика армії УНР. Тоді Бульбенко їде до Мерефи працювати в дитячому санаторії. Та незабаром і на цій роботі його заарештовує харківське НКВС. У в'язниці Федір Павлович просидів тринадцять місяців. По звільненні з тюрми працювати в цукровій промисловості вже не може.
Під час Другої світової війни Федір Павлович включився в національно-громадське життя прифронтового Харкова, працюючи в філії Цукроцентралі. В лютому 1943 виїхав до Києва, звідки ще вертався до Харкова, але ненадовго. У серпні 1943 Бульбенко знову їде до Києва, потім — до Львова. Сюди він привіз архів Лесі Українки, тринадцять пакунків кліше, зроблених з історичних пам'яток Києва, взірці українських вишивок з різних місцевостей України. Усе це передав Львівському товариству мистецтва.
Зі Львова переїхав до Криниці, Кракова, а потім були Любек, Берлін, Тюрингія, Вей-мар, Герсфельд — Німеччина. У 1950 Бульбенко приїхав до Сполучених Штатів і прожив у цій країні понад тридцять років. Вийшовши на пенсію, допомагав у роботі фінансового відділу Української Вільної Академії наук і був її членом-фундатором. Також брав активну участь у житті Української автокефальної православної церкви. Ним написано чимало статей на релігійно-церковні та суспільно-громадські теми, які друкувалися в журналах «Церква і життя», «Православний українець», «Вісник» та часописах «Свобода», «Народна воля», «Український голос», «Наша Батьківщина» та інших.
Помер 17 травня 1981, Нью-Йорк, США, похований на українському цвинтарі св. Андрія в Саут-Баунд-Брук.

## Вшанування пам'яті
У місті Кам'янському існують вулиця, а також 1-й, 2-й, 3-й та 4-й провулки, названі на честь Федора Бульбенка.
У місті Мерефі на Харківщині у серпні 2022 року вулицю Пушкіна було перейменовано на Федора Бульбенка.